# 刺馬陸總目
刺馬陸總目，亦作刺馬陸超目，是倍足綱的生物。

## 分類
刺馬陸總目（Nematophora）包括下列四個分類元：
- 美肢馬陸目（Callipodida Pocock, 1894）：有三個亞目，按Stoev, Sierwald & Billey 2008的編排。
  - 亞目 Callipodidea Pocock, 1894 (1 family)
  - 亞目 Schizopetalidea Hoffman, 1973 (5 families)
  - 亞目 Sinocallipodidea Shear, 2000 (1 family) [2]
- 泡馬陸目（Chordeumatida Pocock, 1894）：有四個亞目，當中有八個屬在Hoffman (1980)屬於科地位未定[3]，現時按Shear (2000)編排略作修訂[2]。
  - 亞目 Chordeumatidea Pocock, 1894 (1 superfamily)
  - 亞目 Craspedosomatidea Cook, 1895
  - 亞目 Heterochordeumatidea Shear, 2000 (4 superfamilies)[2]
  - 亞目 Striariidea Cook, 1896 (2 superfamilies)
- 斯特馬陸目（Stemmiulida Cook, 1895）
- Siphoniulida目 Cook, 1895：Shear (2011)基於其雄性生殖肢（gonopods）的結構及「噴絲頭」（spinnerets）的存在而歸入本分類[1]；在這之前，Shelley (2003)將之列於蠕形马陆下纲（Helminthomorpha）之下的地位未定分類[4]。